# Український інститут сталевих конструкцій імені В. М. Шимановського
 Український інститут сталевих конструкцій імені В. М. Шимановського  — галузева комплексна науково-дослідна та проєктна організація, яка спеціалізується на дослідженнях і проєктуванні будівельних металоконструкцій споруд різного призначення для всіх галузей народного господарства, як базова організація Міністерства регіонального розвитку та будівництва України , координує науково-технічну діяльність в області металобудівництва.
За результатами державної атестації наукових організацій інститут віднесений до організацій групи «А», які можуть визначати і впливати на державну науково-технічну політику.

## Історія інституту
Історія інституту бере свій початок з грудня 1944 року, коли в Київі було відкрито Особливе проектне бюро тресту «Промстальконструкція». Головним завданням бюро була розробка проєктів по відновленню і реконструкції мостів, промислових споруд та інших об'єктів, зруйнованих у роки нацистсько-радянської війни.
Проектне бюро було пізніше перейменовано в Проектну контору "Проектстальконструкція «, а на її базі в 1960 р. було створено Державний проектний інститут (ДПІ) „Укрпроектстальконструкція“. У 1980 р. його директором був призначений член-кореспондент Національної Академії наук України, доктор технічних наук, професор Віталій Миколайович Шимановський, з ім'ям якого багато фахівців пов'язують ряд прогресивних кроків у сфері проектування.
У 1983 р. ДПІ „Укрпроектстальконструкція“ був реорганізований у науково-дослідний і проектний інститут» УкрНДІпроектстальконструкція", який став на території  СРСР  одним з провідних науково-дослідних інститутів у галузі металевих конструкцій . У його складі з'явився комплекс з виготовлення та монтажу металевих конструкцій, в структуру якого входив Броварський завод металоконструкцій, а також сім структурних підрозділів — Донбаський центр технологічної безпеки, Маріупольське, Полтавське, Дніпропетровське, Харківське, Луганське та Одеське комплексні відділення.
У червні 1994 року відповідно до Наказу Президента України № 210 / 93 від 15.06.1993 «Про корпоратизацію державних підприємств» інститут був реорганізований у Відкрите акціонерне товариство (ВАТ). У 1997 р. постановою Кабінету Міністрів України інститут «УкрНДІпроектстальконструкція» був включений до переліку науково-технічних організацій, що мають стратегічне значення для економіки і безпеки держави.
У 2000 р. після смерті Віталія Миколайовича Шимановського інституту було присвоєно його ім'я. В. М. Шимановський керував інститутом протягом двадцяти років, вніс великий внесок у його розвиток, створив наукову частину і зберіг його як цілісну організацію в період економічного спаду 1990-х років. Під керівництвом і за безпосередньої участі Віталія Миколайовича було розроблено понад десяти тисяч проєктів, серед яких мости і вежі, елінги і заводи металоконструкцій, каркаси унікальних будівель і споруд .
У 2010 р. на виконання вимог Закону України № 514-VI від 17.09.2008 «Про акціонерні товариства» ВАТ «УкрНДІпроектстальконструкція ім. В. М. Шимановського» змінило свою організаційно-правову форму шляхом трансформації в Товариство з обмеженою відповідальністю «Український інститут сталевих конструкцій імені В. М. Шимановського»(ТОВ «Укрінсталькон імені В. М. Шимановського»).
У різний час інститут очолювали: Б. П. Петров, О. І. Шумицький, А. І. Ісаєв, І. А. Нечаєв, В. М. Шимановський. З 2011 року генеральним директором ТОВ «Український інститут сталевих конструкцій ім. В. М. Шимановського» є Шимановський Олександр Віталійович, член-кореспондент Національної Академії наук України, заслужений діяч науки і техніки України, доктор технічних наук, професор.
В інституті було сформовано колектив інженерів і вчених, які склали його інтелектуальне ядро: В. М. Шимановський, О. І. Шумицький, П. М. Сосіс,, В. І. Киреенко, Л. Г. Дмитрієв, А. В. Касілов, В. Н. Гордєєв, А. В. Перельмутер, М. П. Кондра, І. Н. Лебедіч, Р. Б. Харченко, А. С. Городецький, В. Б. Барський, Ю. С. Борисенко, М. Л. Грінберг, А. Я. Пріцкер, В. Л. Гейфман, Г. Л. Овдієнко і десятки інших яскравих людей.

### Науково-технічна діяльність
Український інститут сталевих конструкцій ім. В. Н. Шимановського є провідним науково-дослідним і проєктним інститутом у будівельному комплексі України, виконуючи функції базової організації Мінрегіону України в області металобудівництва. За результатами державної атестації інститут віднесений до категорії організацій, які визначають державну науково-технічну політику у сфері будівництва.
Фахівці інституту беруть участь у роботі Науково-координаційної та експертної ради з питань ресурсів і безпечної експлуатації конструкцій, будівель і машин при президії Національної академії наук України, Міжвідомчої комісії з питань науково-технологічної безпеки при Раді національної безпеки і оборони України та Науково-технічної ради Мінрегіону України .
Український інститут сталевих конструкцій ім. В. М. Шимановського, як базова організація Мінрегіону України, брав участь у розробці Концепції Державної програми забезпечення технологічної безпеки в основних галузях економіки (в частині будівельних металевих конструкцій). Цією концепцією передбачається розробка державної науково-технічної програми «Ресурс», а також галузевих і регіональних програм, на які покладено здійснення заходів для реалізації державної політики щодо забезпечення надійності і безпечної експлуатації будівель і споруд у певній галузі або регіоні.
З метою удосконалення національної стандартизації у галузі будівництва і промисловості будівельних матеріалів наказом Мінрегіону України створено технічний комітет стандартизації 301 «Металобудівництво». Функції його секретаріату уповноважений виконувати Український інститут сталевих конструкцій ім. В. М. Шимановського, який має багаторічний досвід розробки нормативних документів у будівництві.

### Проєктно-конструкторська діяльність

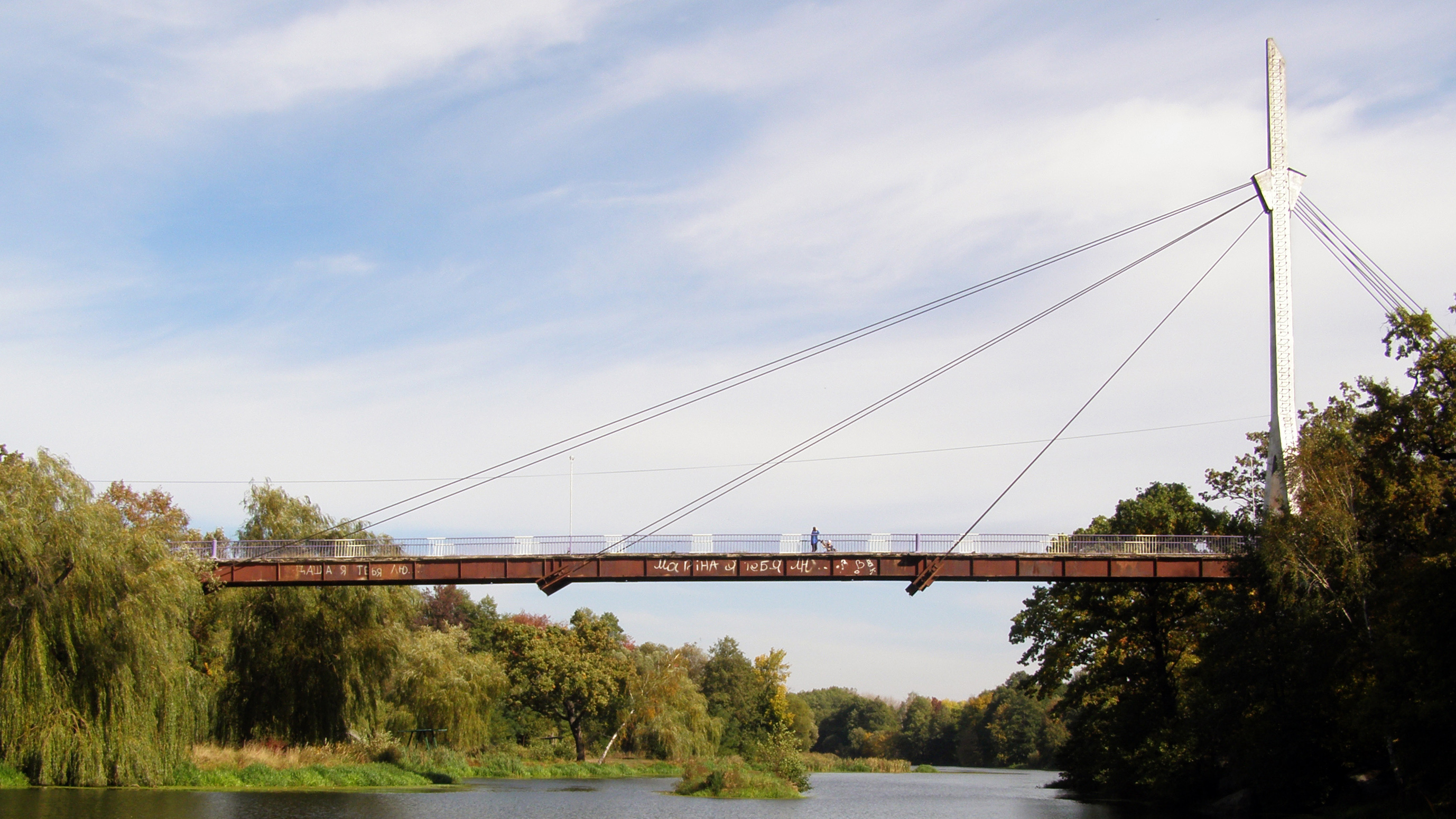
Пішохідний вантовий однопілонний міст довжиною 102 м через р. Уж в м. Коростень.

Одним із завдань інституту в період становлення була розробка проєкту суцільнозварного моста через р. Дніпро у м. Києві — моста Патона, виконаного у співпраці з Інститутом електрозварювання ім. Є. О. Патона. За проєктами інституту споруджені пішохідні мости через річки : Дніпро — в Києві, Тетерів — в Житомирі, Уж — в Коростені, а також висячі трубопровідні переходи через ріки Ангару і Урал. При реконструкції проїзду по греблі Дніпрогеса був розроблений проєкт криволінійного в плані моста через Дніпро з полегшеною сталевою проїжджою частиною.
Успіхів добилися фахівці інституту в проєктуванні суцільнозварних телевізійних веж великої висоти. Це реалізовані проєкти телевізійних веж у містах Києві, Санкт-Петербурзі , Єревані, Тбілісі, Харкові, металевих щогл-антен висотою 260 м для радіомовних станцій, уніфікованих веж для телевізійних ретрансляторів і радіорелейних ліній.
Складними і творчими були завдання розробки та зведення несучих конструкцій монумента «Батьківщина-мати», музею Великої Вітчизняної війни та монумента на честь проголошення незалежності України.
Інститут брав участь у проєктуванні та будівництві великих і складних промислових об'єктів, у тому числі металургійних комбінатів і заводів з виготовлення металоконструкцій. За його проєктами побудовані або реконструйовані цехи Ново-Липецького металургійного комбінату, заводу «Електросталь» ім. Тевосяна (Росія), металургійних заводів в Бокаро (Індія), Сейдішехере (Туреччина), Аннабі (Алжир), Аджаокуті (Нігерія) і ряду інших заводів.
Поряд з об'єктами виробничого призначення інститут розробляв проєкти несучих металоконструкцій великих громадських будівель, таких як Палац «Україна», висотний готель «Київ», Будинок торгівлі в Києві, Культурний центр «Український дім», вокзальний комплекс станції Київ-Пасажирський та інші.
Прикладами будівництва торгових і виставкових будівель в металевих конструкціях є Міжнародний виставковий центр в Києві на Броварському проспекті і Національний комплекс «Експоцентр України».
Інститут проєктував інженерні споруди на магістральних нафто- і газопроводах, резервуари різної місткості для нафти і нафтопродуктів. У 2003 році був запроєктований і надалі побудований резервуар об'ємом 75000 м³ для лінійної виробничо-диспетчерської станції «Броди», яка є єдиною проміжної насосною станцією на українській ділянці нафтопроводу «Дружба» і здійснює транзитну перекачування російської нафти за двома ниткам нафтопроводу . В інституті проєктуються склади сирої нафти для нафтоперегінних заводів України, зокрема, сировинний парк для ВАТ «Нафтохімік Прикарпаття» в місті Надвірна Івано-Франківської області та інші резервуарні системи.
Серед спортивних об'єктів, розроблених інститутом, стадіон «Ювілейний» в м. Суми, відзначений Державною премією України (2004 р.) і спортивний ігровий комплекс «Олімп» у Південному (під Одесою), відзначений Державною премією в галузі архітектури (2006 р.) .
У 2004 році інститут спільно з Українською академією архітектури розробив пропозиції щодо реконструкції київського стадіону «Динамо». У 2006 році був запроєктований і змонтований навіс над трибунами стадіону «Металург» у Дніпропетровську.
У загальній складності фахівцями інституту розроблено близько тридцяти тисяч проєктів будівель і споруд різного призначення для сорока країн світу.

## Найбільші об'єкти

### Міст ім. Є.О.Патона, м. Київ
Міст побудований в 1953 р. Генеральне проєктування за участю Інституту електрозварювання ім. Є. О. Патона.
У 2001 р. Розроблено проєкт реконструкції проїжджої частини моста.

### Київська телевежа
Телевежа була запроєктована та побудована за технічним завданням і на замовлення Міністерства зв'язку УРСР . До зведення телевізійної вежі на всіх стадіях залучалися провідні, проєктні та будівельно-монтажні організації.
Архітектор: В. Н. Шимановський .

## Видавнича діяльність

### Журнал «Промислове будівництво та інженерні споруди»
У журналі друкуються статті з питань архітектури, проєктування, будівництва об'єктів промислового призначення та інженерних споруд, а також результати нових досліджень у сфері технічної діагностики, розробки та вдосконалення нормативної бази металобудівництва тощо.
Журнал внесено до переліку профільних видань по технічній науці, а також до переліку наукових фахових видань, в яких можуть публікуватися основні результати дисертаційних робіт .
Журнал виходить щоквартально .

### Науковий збірник «Збірник наукових праць Українського інституту сталевих конструкцій імені В.М.Шимановського»
У Збірнику друкуються статті з результатами досліджень у галузі розрахунку і проєктування конструкцій, теоретичної та будівельної механіки, теорії пружності та пластичності; розвитку методів розрахунку і проєктування конструкцій, будівель і споруд, розроблення раціональних типів конструкцій, а також експериментально-теоретичні дослідження роботи елементів та з'єднань, удосконалення матеріалів, технології виготовлення і монтажу, ремонту та реконструкції будівель і споруд, розвитку та удосконалення нормативної бази в будівництві.
«Збірник наукових праць Українського інституту сталевих конструкцій імені В. М. Шимановського» внесений до переліку профільних видань з технічних наук, а також до переліку спеціалізованих видань, в яких можуть публікуватися основні результати дисертаційних робіт .